# Bjørn Arild Levernes
Bjørn Arild Levernes (Lørenskog, 27 aprile 1972) è un ex calciatore norvegese, di ruolo centrocampista.

## Carriera

### Club
Levernes iniziò la carriera con la maglia del Kurland. Si trasferì in seguito allo Strømmen. Nel 1993 fu ingaggiato dal Kongsvinger. Restò in squadra fino all'anno seguente, per passare poi al Vålerenga assieme al compagno Dag Riisnæs.
Levernes fu tra i protagonisti della vittoria nella Coppa di Norvegia 1997: andò a segno nei quarti di finale contro il Sogndal, contribuendo così al successo della sua squadra per tre a due. Siglò una rete anche nella finale del torneo, realizzando il gol del definitivo quattro a due in favore del Vålerenga, contro lo Strømsgodset. Con lo stesso club si aggiudicò anche l'edizione 2002 del trofeo: fu sua la marcatura decisiva per superare in finale l'Odd Grenland per uno a zero. Partecipò anche alla Coppa delle Coppe 1998-1999, andando a segno nella vittoria casalinga per uno a zero sul Beşiktaş, nell'andata del secondo turno.
Annunciò il ritiro nel 2004.

### Nazionale
Levernes debuttò per la Norvegia il 26 novembre 1995, nell'amichevole contro la Giamaica: sostituì Erik Mykland nel corso del primo tempo, con gli scandinavi che non andarono oltre il pareggio per uno a uno. Alla sua seconda presenza, sempre in amichevole ma stavolta contro Trinidad e Tobago, andò in gol: la Norvegia fu però sconfitta per tre a due.

## Palmarès

### Giocatore

#### Club

##### Competizioni nazionali
- Coppa di Norvegia: 2

Vålerenga: 1997, 2002